# Ulverston
Ulverston ist ein Civil Parish im Westen Nordenglands nahe der Morecambe Bay. Der Ort gehörte bis 1974 zu Lancashire und kam durch den Local Government Act 1972 zu Cumbria. Im Jahre 2001 zählte er 11.524 Einwohner.

## Geschichte
Der Ort wird das erste Mal 1086 im Domesday Book erwähnt. Eduard I. (England) verlieh Ulverston 1280 das Marktrecht, nach dem immer Donnerstag ein Markt im Ort stattfinden durfte. Der Ort folgt diesem Privileg heute noch, indem er am Donnerstag und Sonnabend einen Markt veranstaltet.

## Sehenswürdigkeiten
Das Hoad Monument auf dem Hoad Hill nordwestlich des Ortes ist ein Nachbau des dritten Eddystone-Leuchtturms (Smeatons Turm) ist. Es erinnert seit 1850 an Sir John Barrow und ermöglicht einen Rundumblick über die Morecambe Bay, den Mündungstrichter des Flusses Leven und den südlichen Lake District.
Druid’s Circle ist ein Steinkreis und der „Great Urswick Long Barrow“ (auch Skelmore Heads genannt) liegen südlich von Ulverston.
Das Laurel and Hardy Museum im Ort erinnert heute an Stan Laurel und Oliver Hardy als das Komikerpaar Laurel und Hardy. Sie ehrt ein Denkmal vor dem Coronation Hall Theatre in Ulverston. 

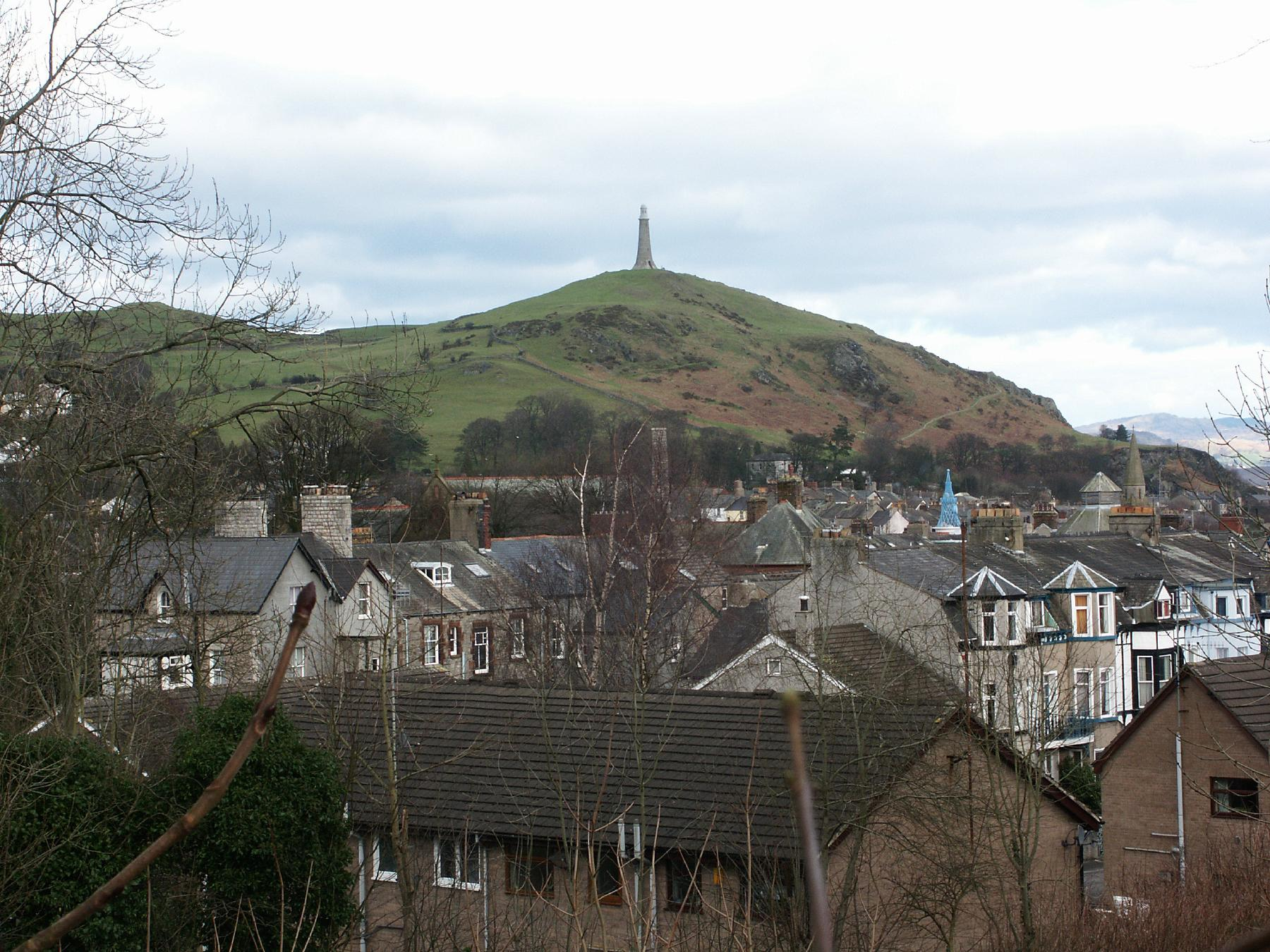
Ulverston und Hoad Hill
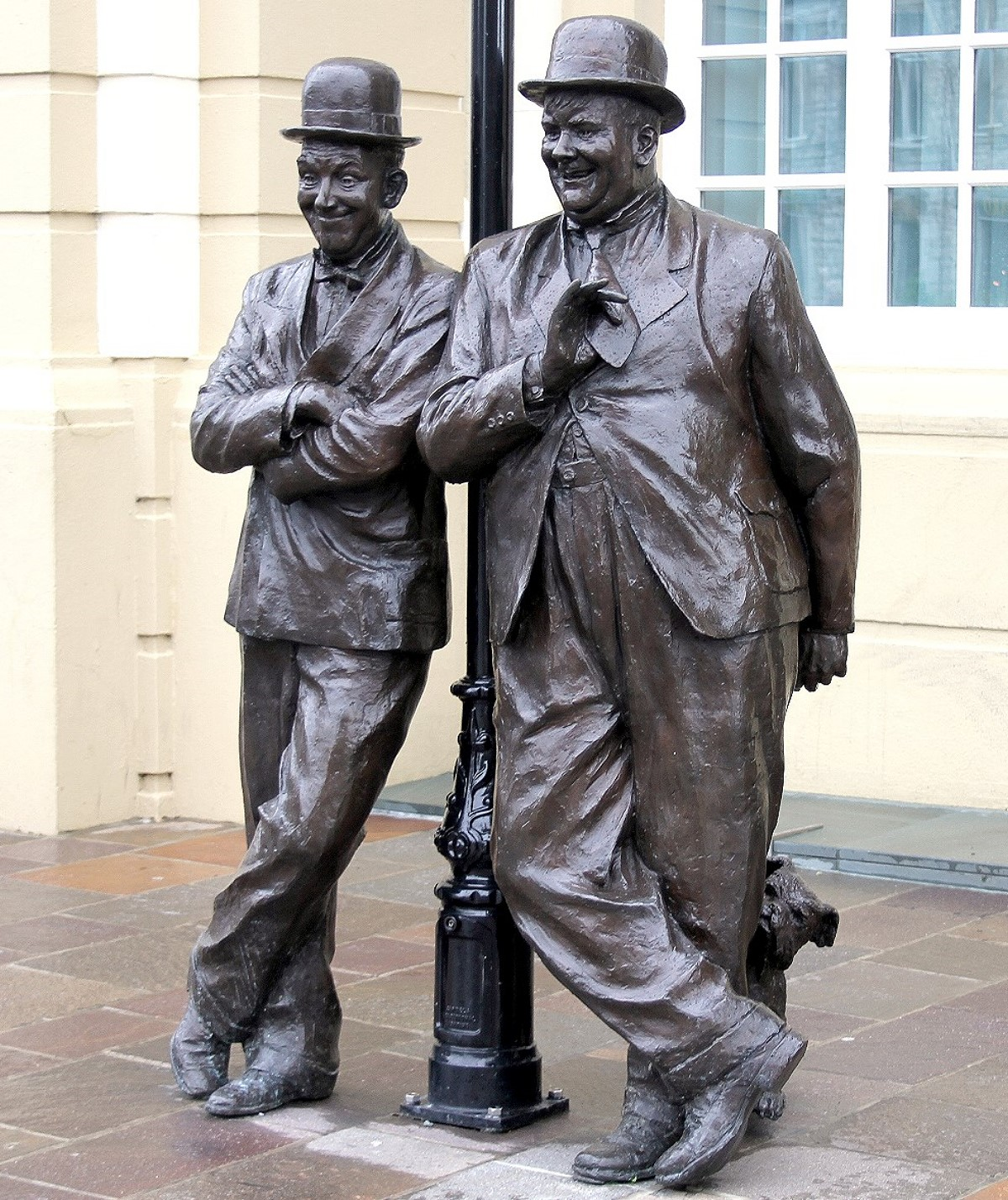
Denkmal für Laurel und Hardy
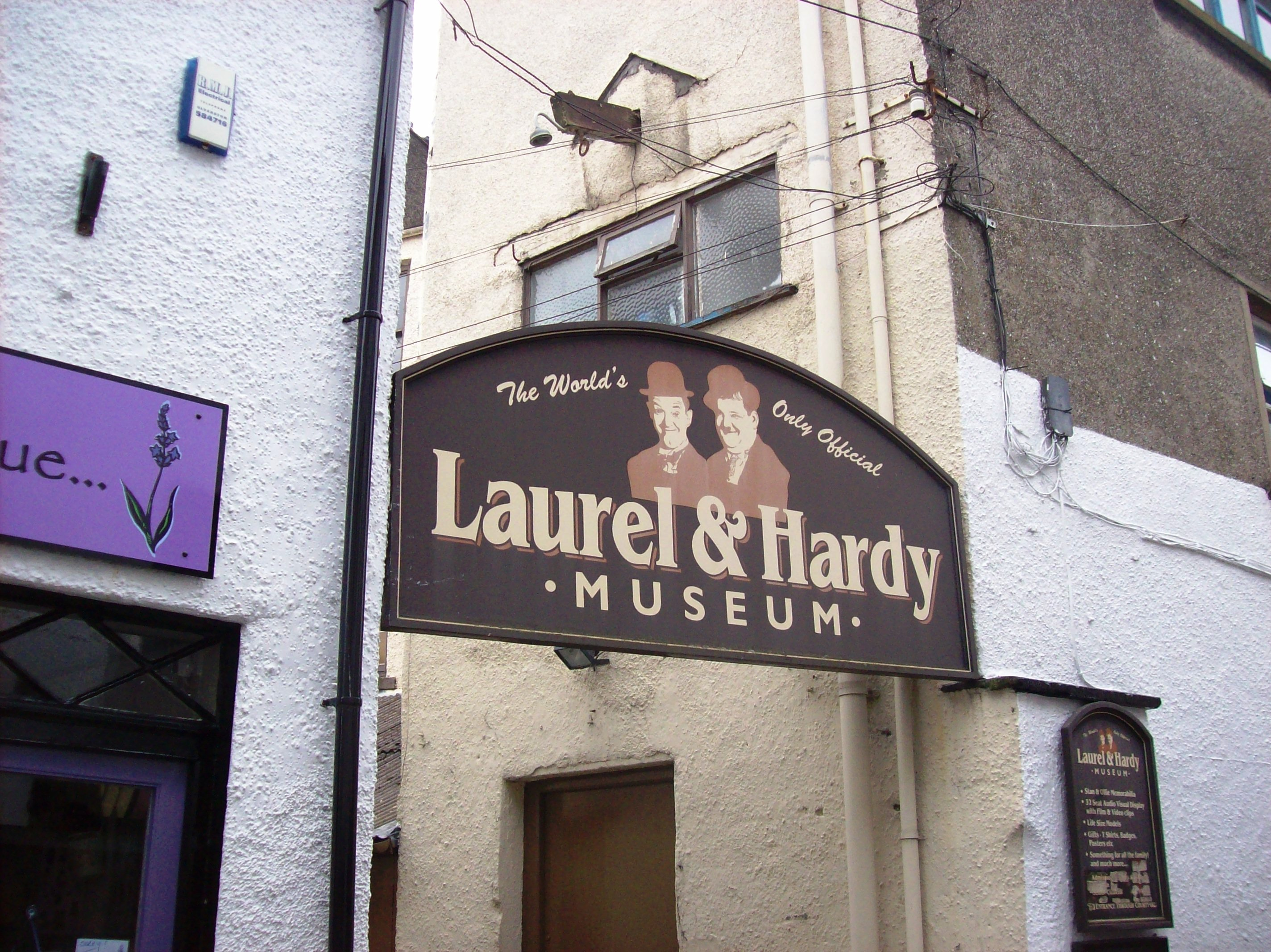
Laurel und Hardy Museum

## Verkehr
Ulverstons Bahnhof an der Furness Line wird von Zügen der Northern Rail und der TransPennine Express von Lancaster (Lancashire) bzw. Barrow-in-Furness angefahren.

## Städtepartnerschaft
Ulverston unterhält seit 1976 eine Städtepartnerschaft mit Albert (Somme) in Frankreich. Freundschaftliche Beziehungen bestehen zu Harlem (Georgia) in den Vereinigten Staaten, dem Geburtsort von Oliver Hardy.

## Persönlichkeiten
- John Barrow (1764–1848), Staatsbeamter und Geschichtsschreiber
- Amelia Edith Huddleston Barr (1831–1919), US-amerikanische Schriftstellerin
- Norman Birkett (1883–1962), Jurist und Politiker
- Stan Laurel (1890–1965), Filmkomiker, Drehbuchautor, Regisseur und Produzent